# Tomislav Gaspar
Tomislav Gaspar (* 14. Februar 1983 in Oberwart) ist ein ehemaliger österreichischer Basketballspieler.

## Laufbahn
Gaspar, der in Stinatz aufwuchs, wurde im Jugendbereich der Oberwart Gunners ausgebildet und schaffte bei dem Verein den Sprung in die Bundesliga-Mannschaft. 1999 und 2005 errang er mit Oberwart den Sieg im österreichischen Pokalbewerb.
2009 wechselte der zwei Meter große Flügelspieler zum UBC St. Pölten, bei dem er bis 2011 blieb. Ab 2011 stand Gaspar in Diensten des Hauptstadtvereins BC Vienna und wurde mit den Wienern 2013 Staatsmeister. In der Saison 2013/14 trat er mit der Mannschaft im Europapokalbewerb EuroChallenge an. Im Sommer 2014 gab Gaspar, der österreichischer Jugend- und dann Herrennationalspieler (19 A-Länderspiele) gewesen war, aus beruflichen Gründen seinen Abschied vom Leistungssport Basketball bekannt. Sein jüngerer Bruder Luka Gaspar wurde ebenfalls Bundesliga-Spieler.